# Krogh-apparat
Krogh-apparat är en apparat för att bestämma syrgasförbrukningen. Patienten får blåsa i en slang anslutet till apparaten som på detta sätt kan mäta syreförbrukningen under en viss tid och därefter kan man beräkna patientens ämnesomsättning.
Apparaten uppfanns av den danska fysiologen, professorn och nobelpristagaren i fysiologi eller medicin August Krogh.